# Plovdiv (oblast)
Pour le chef-lieu, voir Plovdiv.
L'oblast de Plovdiv est l'un des 28 oblasti (« province », « région », « district ») de Bulgarie. Son chef-lieu est la ville de Plovdiv.

## Géographie

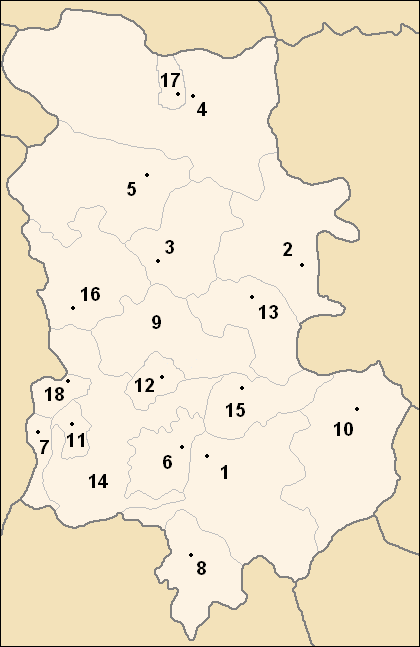
Carte des obchtini de l'oblast de Plovdiv

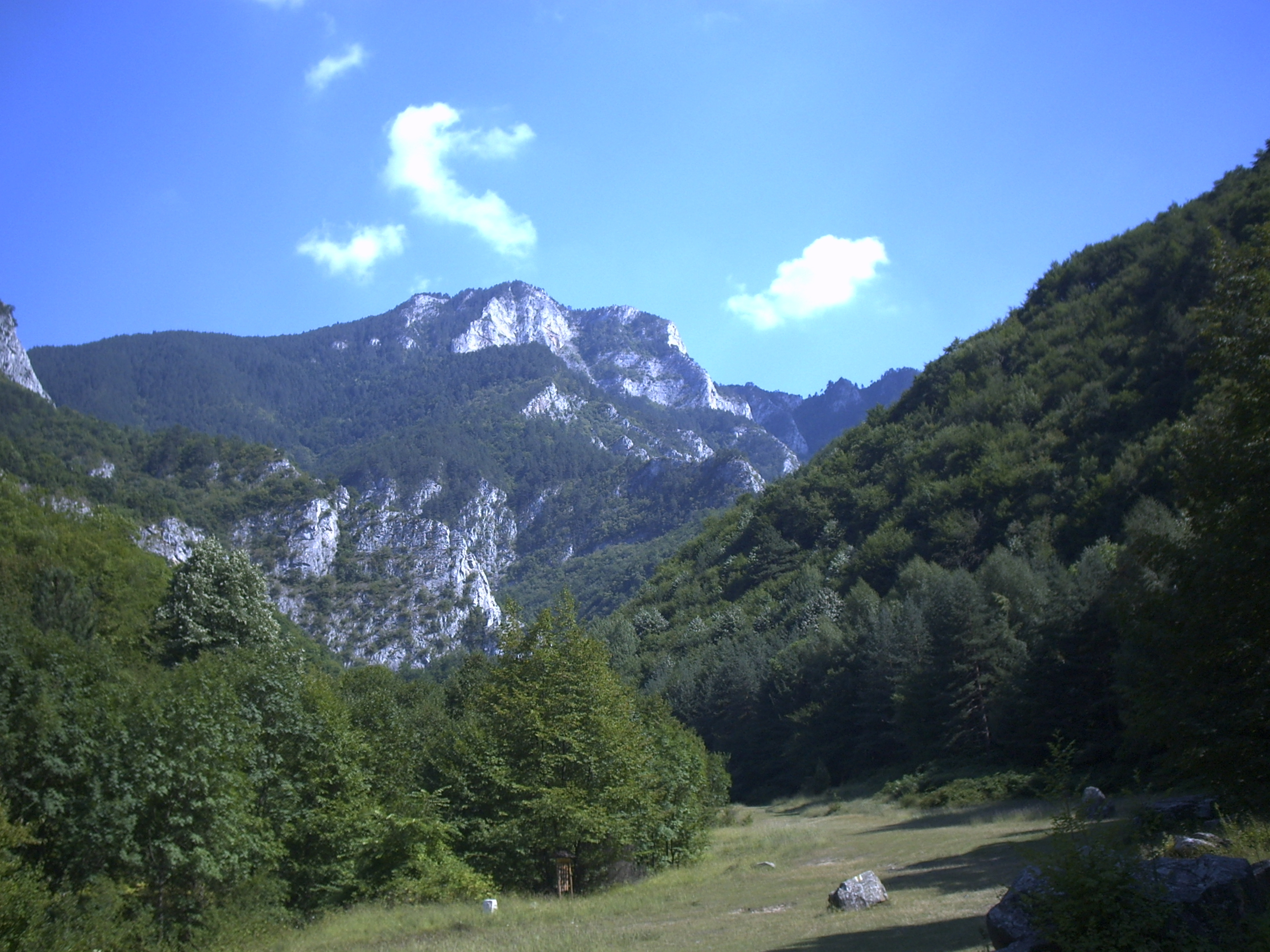
Réserve du mur rouge

La superficie de l'oblast est de 5 962 km².

## Démographie
Lors d'un recensement récent[Quand ?], la population s'élevait à 715 816 hab., soit une densité de population de 120,06 hab./km².

## Administration
L'oblast est administré par un « gouverneur régional » (en bulgare Областен управител) ·dont le rôle est plus ou moins comparable à celui d'un préfet de département en France. Le gouverneur actuel (avril 2006) est Todor Dintchov Petkov (en bulgare : Тодор Динчов Петков).

## Subdivisions
L'oblast regroupe 18 municipalités (en bulgare, община – obchtina – au singulier, Общини – obchtini – au pluriel), au sein desquelles chaque ville et village conserve une personnalité propre, même si une intercommunalité semble avoir existé dès le milieu du XIXe siècle :
1 : Asenovgrad (Асеновград) ·2 : Brezovo (Брезово),
3 : Kaloyanovo (Калояново) ·4 : Karlovo (Карлово),
5 : Khisarya (Хисаря) ·6 : Kouklen (Куклен),
7 : Kritchim (Кричим) ·8 : Laki (Лъки),
9 : Maritsa (Марица) ·10 : Parvomaï (Първомай),
11 : Perouchtitsa (Перущица) ·12 : Plovdiv (Пловдив),
13 : Rakovski (Раковски) ·14 : Rodopi (Родопи),
15 : Sadovo (Садово) ·16 : Saedinenie (Съединение),
17 : Sopot (Сопот) ·18 : Stamboliïski (Стамболийски).

## Liste détaillée des localités
Les noms de localités en caractères gras ont le statut de ville (en bulgare : град, translittéré en grad). Les autres localités ont le statut de village (en bulgare : село translittéré en selo).
Les noms de localités s'efforcent de suivre, dans la translittération en alphabet latin, la typographie utilisée par la nomenclature bulgare en alphabet cyrillique, notamment en ce qui concerne l'emploi des majuscules (certains noms de localités, visiblement formés à partir d'adjectifs et/ou de noms communs, ne prennent qu'une majuscule) ou encore les espaces et traits d'union (ces derniers étant rares sans être inusités). Chaque nom translittéré est suivi, entre parenthèses, du nom bulgare original en alphabet cyrillique.

### Asenovgrad (obchtina)
L'obchtina d'Asenovgrad groupe une ville, Asenovgrad, et 31 villages :
Asenovgrad (Асеновград) ·
Batchkovo (Бачково) ·
Bor (Бор) ·
Boyantsi (Боянци) ·
Dobrostan (Добростан) ·
Dolni Voden (Долни Воден) ·
Dolnoslav (Долнослав) ·
Gorni Voden (Горни Воден) ·
Gornoslav (Горнослав) ·
Izbeglii (Избеглии) ·
Izvorovo (Изворово) ·
Jalt kamak (Жълт камък) ·
Konouch (Конуш) ·
Kosovo (Косово) ·
Kozanovo (Козаново) ·
Lenovo (Леново) ·
Lyaskovo (Лясково) ·
Mostovo (Мостово) ·
Mouldava (Мулдава) ·
Naretchenski bani (Нареченски бани) ·
Novakovo (Новаково) ·
Novi izvor (Нови извор) ·
Orechets (Орешец) ·
Ouzounovo (Узуново) ·
Patriarkh Evtimovo (Патриарх Евтимово) ·
Sini vrakh (Сини връх) ·
Stoevo (Стоево) ·
Tcherven (Червен) ·
Topolovo (Тополово) ·
Tri mogili (Три могили) ·
Vrata (Врата) ·
Zlatovrakh (Златовръх)

### Brezovo (obchtina)
L'obchtina de Brezovo groupe une ville, Brezovo, et 15 villages :
Babek (Бабек) ·
Borets (Борец) ·
Brezovo (Брезово) ·
Drangovo (Дрангово) ·
Otets Kirilovo (Отец Кирилово) ·
Padarsko (Пъдарско) ·
Rozovets (Розовец) ·
Sarnegor (Сърнегор) ·
Streltsi (Стрелци) ·
Svejen (Свежен) ·
Tchekhlare (Чехларе) ·
Tchoba (Чоба) ·
Tyourkmen (Тюркмен) ·
Varben (Върбен) ·
Zelenikovo (Зелениково) ·
Zlatosel (Златосел)

### Kaloyanovo (obchtina)
L'obchtina de Kaloyanovo groupe 15 villages :
Begovo (Бегово) ·
Dalgo pole (Дълго поле) ·
Dolna makhala (Долна махала) ·
Douvanlii (Дуванлии) ·
Glavatar (Главатар) ·
Gorna makhala (Горна махала) ·
Ivan Vazovo (Иван Вазово) ·
Jitnitsa (Житница) ·
Kaloyanovo (Калояново) ·
Otets Paisievo (Отец Паисиево) ·
Pesnopoï (Песнопой) ·
Rajevo (Ръжево) ·
Rajevo Konare (Ръжево Конаре) ·
Soukhozem (Сухозем) ·
Tchernozemen (Черноземен)

### Karlovo (obchtina)
L'obchtina de Karlovo groupe quatre villes – Karlovo, Banya, Kalofer et Klisoura –, et 22 villages :
Banya (Баня) ·
Begountsi (Бегунци) ·
Bogdan (Богдан) ·
Dabene (Дъбене) ·
Domlyan (Домлян) ·
Gorni Domlyan (Горни Домлян) ·
Iganovo (Иганово) ·
Kalofer (Калофер) ·
Karavelovo (Каравелово) ·
Karlovo (Карлово) ·
Karnare (Кърнаре) ·
Khristo Danovo (Христо Даново) ·
Kliment (Климент) ·
Klisoura (Клисура) ·
Kourtovo (Куртово) ·
Marino pole (Марино Поле) ·
Moskovets (Московец) ·
Mratchenik (Мраченик) ·
Pevtsite (Певците) ·
Prolom (Пролом) ·
Rozino (Розино) ·
Slatina (Слатина) ·
Sokolitsa (Соколица) ·
Stoletovo (Столетово) ·
Vasil Levski (Васил Левски) ·
Vedrare (Ведраре) ·
Voïnyagovo (Войнягово)

### Khisarya (obchtina)
L'obchtina de Khisarya groupe une ville, Khisarya, et 11 villages :
Belovitsa (Беловица) ·
Khisarya (Хисаря) ·
Krasnovo (Красново) ·
Krastevitch (Кръстевич) ·
Malo Krouchevo (Мало Крушево) ·
Matenitsa (Мътеница) ·
Mikhiltsi (Михилци) ·
Novo Jelezare (Ново Железаре) ·
Panitcheri (Паничери) ·
Staro Jelezare (Старо Железаре) ·
Starosel (Старосел) ·
Tchernitchevo (Черничево)

### Kouklen (obchtina)
L'obchtina de Kouklen groupe 6 villages :
Dobralak (Добралък) ·
Galabovo (Гълъбово) ·
Kouklen (Куклен) ·
Rouen (Руен) ·
Tsar Kaloyan (Цар Калоян) ·
Yavrovo (Яврово)

### Kritchim (obchtina)
L'obchtina de Kritchim est composée de la seule ville de Krichim (Кричим).

### Laki (obchtina)
L'obchtina de Laki groupe une ville, Laki, et 12 villages :
Balkan makhala (Балкан махала) ·
Belitsa (Белица) ·
Borovo (Борово) ·
Djourkovo (Джурково) ·
Dryanovo (Дряново) ·
Ïougovo (Югово) ·
Krouchovo (Крушово) ·
Lakavitsa (Лъкавица) ·
Laki (Лъки) ·
Manastir (Манастир) ·
Tchetroka (Четрока) ·
Tchoukata (Чуката) ·
Zdravets (Здравец)

### Maritsa (obchtina)
Cette municipalité ne porte pas le nom d'une des localités qui la composent, mais celui du fleuve Maritsa qui traverse sur son territoire (mais prend sa source plus à l'ouest, dans les monts Rila, dans la partie méridionale de l'oblast non urbain de Sofia).
L'obchtina de Maritsa groupe 19 villages :
Benkovski (Бенковски) ·
Dink (Динк) ·
Graf Ignatievo (Граф Игнатиево) ·
Jelyazno (Желязно) ·
Kalekovets (Калековец) ·
Kostievo (Костиево) ·
Krislovo (Крислово) ·
Manole (Маноле) ·
Manolsko Konare (Манолско Конаре) ·
Radinovo (Радиново) ·
Rogoch (Рогош) ·
Skoutare (Скутаре) ·
Stroevo (Строево) ·
Trilistnik (Трилистник) ·
Troud (Труд) ·
Tsaratsovo (Царацово) ·
Voïsil (Войсил) ·
Voïvodinovo (Войводиново) ·
Yasno Pole (Ясно поле)

### Parvomaï (obchtina)
L'obchtina de Parvomaï groupe une ville, Parvomaï, et 16 villages :
Boukovo (Буково) ·
Bryagovo (Брягово) ·
Byala reka (Бяла река) ·
Dalbok izvor (Дълбок извор) ·
Dobri dol (Добри дол) ·
Dragoïnovo (Драгойново) ·
Ezerovo (Езерово) ·
Gradina (Градина) ·
Iskra (Искра) ·
Karadjalovo (Караджалово) ·
Krouchevo (Крушево) ·
Parvomaï (Първомай) ·
Poroïna (Поройна) ·
Pravoslaven (Православен) ·
Tatarevo (Татарево) ·
Vinitsa (Виница) ·
Voden (Воден)

### Perouchtitsa (obchtina)
L'obchtina de Perouchtitsa est composée de la seule ville de Perouchtitsa (Перущица).

### Plovdiv-Grad
L'Opština Plovdiv-Grad est composée de la seule ville de Plovdiv (Пловдив).

### Rakovski (obchtina)
L'obchtina de Rakovski groupe une ville, Rakovski, et 6 villages :
Belozem (Белозем) ·
Bolyarino (Болярино) ·
Chichmantsi (Шишманци) ·
Momino selo (Момино село) ·
Rakovski (Раковски) ·
Stryama (Стряма) ·
Tchalakovi (Чалъкови)

### Rodopi (obchtina)
Le centre de la municipalité est fixé dans le village de Belachtitsa.
L'obchtina de Rodopi groupe 21 villages :
Belachtitsa (Белащица) ·
Boïkovo (Бойково) ·
Branipole (Браниполе) ·
Brestnik (Брестник) ·
Brestovitsa (Брестовица) ·
Dedovo (Дедово) ·
Izvor (Извор) ·
Kadievo (Кадиево) ·
Khrabrino (Храбрино) ·
Kroumovo (Крумово) ·
Lilkovo (Лилково) ·
Markovo (Марково) ·
Orizari (Оризари) ·
Ustina (Устина) ·
Parvenets (Първенец) ·
Sitovo (Ситово) ·
Skobelevo (Скобелево) ·
Tchouren (Чурен) ·
Tsalapitsa (Цалапица) ·
Yagodovo (Ягодово) ·
Zlatitrap (Златитрап)

### Sadovo (obchtina)
L'obchtina de Sadovo groupe une ville, Sadovo, et 11 villages :
Akhmatovo (Ахматово) ·
Bogdanitsa (Богданица) ·
Bolyartsi (Болярци) ·
Karadjovo (Караджово) ·
Katounitsa (Катуница) ·
Kotchevo (Кочево) ·
Milevo (Милево) ·
Mominsko (Моминско) ·
Popovitsa (Поповица) ·
Sadovo (Садово) ·
Seltsi (Селци) ·
Tchechnegirovo (Чешнегирово)

### Saedinenie (obchtina)
L'obchtina de Saedinenie groupe une ville, Saedinenie, et 9 villages :
Dragomir (Драгомир) ·
Golyam tchardak (Голям чардак) ·
Lyouben (Любен) ·
Malak tchardak (Малък чардак) ·
Naïden Gerovo (Найден Герово) ·
Nedelevo (Неделево) ·
Pravichte (Правище) ·
Saedinenie (Съединение) ·
Tsarimir (Царимир) ·
Tseretelevo (Церетелево)

### Sopot (obchtina)
L'obchtina de Sopot groupe une ville, Sopot, et un village :
Anevo (Анево) ·
Sopot (Сопот)

### Stamboliïski (obchtina)
L'obchtina de Stamboliïski groupe une ville, Stamboliïski, et 4 villages :
Ïoakim Grouevo (Йоаким Груево) ·
Kourtovo Konare (Куртово Конаре) ·
Novo selo (Ново село) ·
Stamboliïski (Стамболийски) ·
Trivoditsi (Триводици)